# Gevågsstranden
Gevågsstranden is een plaats in de gemeente Ragunda in het landschap Jämtland en de provincie Jämtlands län in Zweden. De plaats heeft 54 inwoners (2005) en een oppervlakte van 24 hectare. Gevågsstranden ligt aan de oever van de rivier de Indalsälven. De overige directe omgeving van Gevågsstranden bestaat uit landbouwgrond en met naaldbos begroeide heuvels. De plaats Hammarstrand ligt slechts vijf kilometer ten zuiden van het dorp.

## Verkeer en vervoer
Bij de plaats loopt de Riksväg 87.